# 까나웅세자
까나웅세자(버마어: ကနောင်မင်းသား; 1820년 1월 31일 ~ 1866년 8월 2일)는 꼰바웅 왕국의 왕세자이다. 따야와디왕의 아들이며, 밍둥왕의 동생이다.